# Dziadoszyce
Dziadoszyce (Duits: Döringau) is een plaats in het Poolse district  Nowosolski, woiwodschap Lubusz. De plaats maakt deel uit van de gemeente Kożuchów en telt 47 inwoners.